# Kanton Valence-2
Kanton Valence-2 is een kanton van het Franse departement Drôme. Het kanton maakt deel uit van het arrondissement Valence.

## Gemeenten
Het kanton Valence-2 omvatte tot 2014 een deel van de gemeente Valence, meer bepaald de wijken:
- Baume - Libération
- Chaffit
- Chantecouriol
- Châteauvert
- Danton - Victor Hugo
- l'Épervière
- Fontlozier
- Laprat
- Lautagne
- Mauboule
- Valensolles

Na de herindeling van de kantons door het decreet van 20 februari 2014, met uitwerking op 22 maart 2015, omvat het kanton de gemeenten : 
- Valence (oostelijk deel)
- Chabeuil
- Malissard
- Montélier